# Croky
Croky est un producteur belge de chips.

## Histoire
La production de chips Croky a débuté en 1966 dans la vieille ferme de la famille Huyghe dans les environs d'Ypres en Flandre-Occidentale. Les chips alors produits ont été nommés d'après Croky, le perroquet de la famille. Depuis lors, la mascotte de l’entreprise est restée un perroquet.
La société a ensuite été rachetée par l'entreprise agroalimentaire britannique United Biscuits en 1972. Les chips étaient alors produits par United Biscuits dans une usine située à Furnes en Belgique jusqu'en 1998, date à laquelle l'usine ainsi que la marque en France furent rachetés par PepsiCo. Sur ordre de l'autorité européenne de la concurrence, la marque Croky pour le Benelux et l'usine de Deventer sont restées entre les mains de United Biscuits. 
Sur le marché français, PepsiCo a arrêté la marque Croky en 2003, pour la remplacer par sa marque mondiale Lay's.
Par la suite, la famille Huyghe a racheté les droits de la marque grâce à des capitaux personnels. Depuis lors, les chips Croky sont de nouveau produits en Belgique, à Mouscron en province de Hainaut.

## Divers

Logo de la Croky Cup

À partir de l'édition 2015-2016, la Coupe de Belgique de football porte le nom de Croky Cup, l'entreprise étant devenu le sponsor principal de la compétition à la place de Cofidis.
Ce n'est pas le premier partenariat entre la marque et l'Union belge de football : tout d'abord de 1995 à 2001, avec notamment l'édition de pogs Topshots à l'image des équipes de première division lors de la saison 1995-1996; ensuite en 2013, avec l'édition de nouveaux Topshots, différents des premiers, à l'image des Diables Rouges cette fois-ci, ainsi que des autocollants Panini Diables Rouges en 2014,,. 
Croky a fêté ses 50 ans en 2016. En 2018, la marque a fait peau neuve : un nouveau style maison a été développé et le packaging a fait peau neuve.